# Distrikt Adjumani
Adjumani ist ein Distrikt (district) in Nord-Uganda mit 201.493 Einwohnern. Wie fast alle Distrikte von Uganda ist er nach seinem Hauptort benannt.
Der Adjumani-Distrikt liegt an der Grenze zum Südsudan am südlichen Ufer des Weißen Nils, der weiter in Richtung Norden in den Sudan fließt.

## Bevölkerung
Zu den im Adjumani-Distrikt lebenden Völkern gehören unter anderem die Madi.